# Česlav Vaňura
Česlav Vaňura, psán Ceslao Waniura, (28. prosince 1694 Miletín – 7. ledna 1736 Praha) byl český minorita a hudební skladatel doby baroka.

## Život
Byl synem miletínského kantora Václava Vaňury. Vstoupil do Řádu menších bratří konventuálů, zvaných minorité.
Působil po mnoho let při kostele svatého Jakuba na Starém Městě pražském. Vynikl jako jeden z nejvýznamnějších českých barokních skladatelů. V roce 1735 získal titul magister musicae.

## Dílo
- VII. brevissimae et solennes Litaniae Lauretanae op. 1 pro soprán, alt, tenor, bas, dvoje housle, 2–4 trompety, tympány a varhany (1731)
- Cultus latriae sev duodecim offertoria solennia op. 2 (totéž obsazení + viola, 1736)
- 3 symfonie (v knihovně ve Schwerinu)
- Laetentur coeli – smíšený sbor, 4 trompety, 2 housle, violu, kontrabas, varhany, tympány
- další rukopisy jsou uloženy v archivu Národního muzea